# Leopold av Anhalt-Köthen
Leopold av Anhalt-Köthen, född den 29 november 1694, död den 19 november 1728, var en tysk prins av fursteätten Askanien och härskare över furstendömet Anhalt-Köthen. Han är ihågkommen för att ha anställt Johann Sebastian Bach som sin kapellmästare mellan 1717 och 1723. 
Han föddes i Köthen som den andra, men äldsta överlevande, sonen till Emmanuel Lebrecht av Anhalt-Köthen och Gisela Agnes av Rath.